# Onthophagus semicornis
Onthophagus semicornis é uma espécie de coleóptero da família Scarabaeidae.

## Distribuição geográfica
Habita no paleártico: Eurasia (desde a península ibérica até Turquistão).